# Cantón de Montmélian
El cantón de Montmélian (en francés canton de Montmélian) es una división administrativa francesa del departamento de Saboya, en la región de Auvernia-Ródano-Alpes. La cabecera (bureau centralisateur en francés) está en Montmélian.

## Historia
Fue creado en 1860 cuando el territorio de Saboya fue anexado a Francia. Sufrió una redistribución comunal con cambios en los límites territoriales al aplicar el decreto n.º 2014-272 del 27 de febrero de 2014 que entró en vigor en el momento de la primera renovación general de asamblearios departamentales después de dicho decreto, en marzo de 2015.